# Giuse Thôi Thủ Tuấn
Giuse Thôi Thủ Tuấn (1877 - 1953; tiếng Trung:崔守恂; tiếng Anh:Joseph Cui Shou-xun / Tsui Shou-hsün) là một Giám mục người Trung Quốc của Giáo hội Công giáo Rôma. Ông nguyên là Giám mục chính tòa Tiên khởi Giáo phận Vĩnh Niên. Trước đó, ông lần lượt giữ các trách nhiệm Phủ doãn Tông Tòa Hạt Phủ doãn Tông Tòa Vĩnh Niên rồi Đại diện Tông Tòa Hạt Đại diện Tông Tòa Vĩnh Niên.

## Tiểu sử
Giám mục Giuse Thôi Thủ Tuấn sinh ngày 27 tháng 7 năm 1877 tại Siaohsien, Trung Quốc. Sau quá trình tu học dài hạn tại các cơ sở chủng viện theo quy định của Giáo luật, ngày 19 tháng 3 năm 1904, Phó tế Giuse Thôi, 27 tuổi, tiến đến việc được truyền chức linh mục. Từ ngày 1 tháng 6 năm 1929, linh mục Giuse Thôi đảm nhiệm vụ trí Phủ doãn Tông Tòa Hạt Phủ doãn Tông Tòa Vĩnh Niên.
Sau gần 30 năm thực hiện các hoạt động mục vụ, với tư cách là một linh mục, ngày 16 tháng 3 năm 1933, tin tức từ Tòa Thánh cho biết Giáo hoàng đã quyết định chọn lựa linh mục Giuse Thôi Thủ Tuấn, 56 tuổi, vào hàng ngũ các giám mục hoàn cầu, với chức danh Đại diện Tông Tòa và danh hiệu Giám mục Hiệu tòa Tanais. Tòa Thánh cũng xác nhận tin thăng Hạt Phủ doãn Tông Tòa Vĩnh Niên thành Hạt Đại diện Tông Tòa Vĩnh Niên, chọn linh mục Phủ doãn họ Thôi làm Đại diện Tông Tòa. Lễ tấn phong cho vị giám mục tân cử được cử hành sau đó vào ngày 11 tháng 6 cùng năm, với phần nghi thức truyền chức chính yếu do 3 giáo sĩ cấp cao cử hành. Chủ phong cho tân giám mục là Đương kim Giáo hoàng, Giáo hoàng Piô XI, Thượng phụ Tây phương. Hai vị còn lại, với vai trò phụ phong gồm có Tổng giám mục Celso Benigno Luigi Costantini, Khâm sứ Tòa Thánh tại Trung Quốc, Đại diện Tông Tòa Cáp Nhĩ Tân và Hồng y inpector - Tổng giám mục Carlo Salotti, Tổng Thư kí Thánh bộ Loan báo Phúc âm cho các Dân tộc.
Ngày 11 tháng 4 năm 1946, tin tức loan đi từ Tòa Thánh báo tin về việc Giáo hoàng đã quyết định, nâng Hạt Đại diện Tong Tòa Vĩnh Niên, thành Giáo phận Vĩnh Niên. Cùng loan đi với tin trên và quyết định tái bổ nhiệm Giám mục Đại diện Tông Tòa Giuse Thôi Thủ Tuấn, tiếp tục công việc quản trị giáo phận tân lập, với chức danh mới là Giám mục chính tòa [Tiên khởi].
Năm 1953, Giám mục Giuse Thôi Thủ Tuấn qua đời, thọ 76 tuổi, sau 49 năm linh mục và 20 năm giám mục.